# Wolf 424

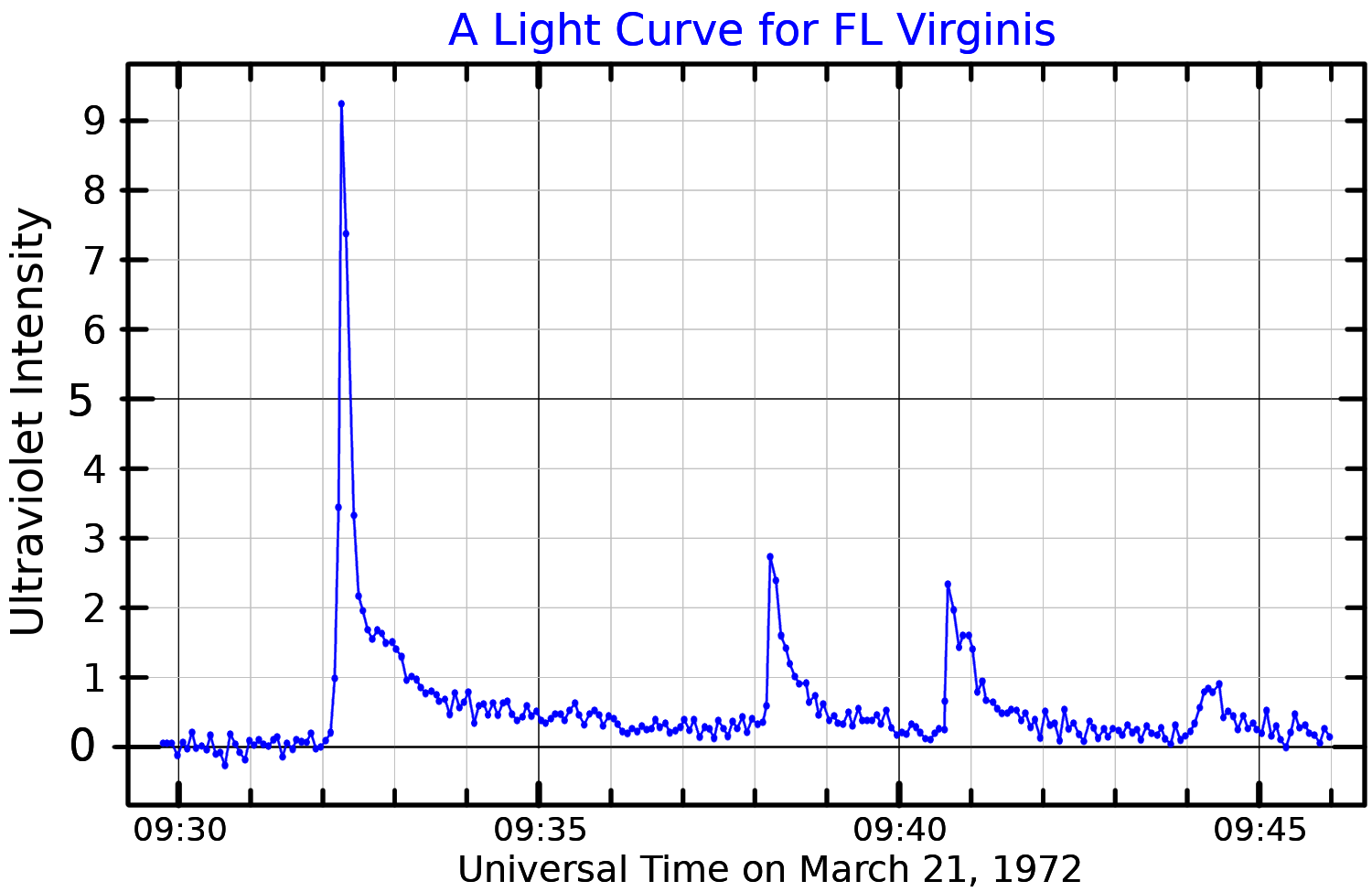
Lichtkromme van Wolf 424

Wolf 424 is een dubbelster van twee rode dwergen op 14,11 lichtjaar van de zon in het sterrenbeeld Maagd.